# Kenet Arnold i NLO
Viđenje NLO-a od strane Keneta Arnolda (engl. Kenneth Arnold) dogodilo se 24. juna 1947. godine. Kenet Arnold, privatni pilot, tvrdio je da je video niz od devet sjajnih neidentifikovanih letećih objekata blizu planine Rejnir (engl. Mount Rainier). Arnold je procenio brzinu njihovog kretanja sa najmanje 1.932 kilometara po času. Ovo je bilo prvo posleratno viđenje NLO-a u Sjedinjenim Američkim Državama koje je privuklo pažnju šire javnosti i ovaj događaj se smatra početkom moderne ere viđenja NLO-a, uključujući brojna prijavljena viđenja sličnih objekata u periodu od dve do tri nedelje. Arnoldov opis objekata je takođe doveo do uvođenja termina poput letećeg tanjira i letećeg diska od strane novinara, kao popularni opisni termin za NLO.

## Kenet Arnold
Kenet Albert Arnold (29. mart 1915. - 16. januar 1984. godine] bio je američki avijatičar i biznismen. Poznat je po onome što se generalno smatra za prvo moderno viđenje NLO-a u Sjedinjenim Američkim Državama, nakon što je tvrdio da je video devet neobičnih objekata koji lete u formaciji blizu planine Rejnir, Vašington 24. juna 1947.
Arnold je rođen u Sebeki, ali je odrastao u [Skobi (Montana), Skobi]. Pohađao je univerzitet u Minesoti,  gde je igrao američki fudbal. Bio je strastven plivač i ronilac. Šta više, bio je dovoljno dobar da se oproba za američki olimpijski ronilački tim.
Arnold je osnovao "Great Vestern Fire Control Supply" u Bojsi u Ajdahu 1940., kompaniju koja je prodavala i instalirala sisteme za gašenje požara, posao koji mu je dozvolio da proputuje duž pacifičke obale. Arnold je smatran za iskusnog i veštog pilota, sa preko 9,000 sati provedenih u letenju, od kojih je skoro polovina bila posvećena potragom za nestalim pilotima, letelicama i izgubljenim osobama nakon nesreće.
Takođe, neuspešno se kadnidovao za guvernera Ajdaha 1962. godine.

## Viđenje
Dana 24. juna 1947. godine, Arnold je leteo od Šehejlisa do Jakime u CallAir A-2 avionu. Napravio je kratak obilazak nakon što je saznao za nagradu od $5,000 (ekvivalentno sa $56,000 danas) za pronalaženje transportnog aviona koji se srušio u blizini planine Rejnir. Nebo je bilo potpuno čisto i bilo je blagog vetra.
Nekoliko minuta pre 15:00, na oko 2,800m nadmorske visine blizu mesta Mineral, odustaje od svoje potrage i kreće na istok prema Jakimi. Video je svetlucavu svetlost, sličnu sunčevoj svetlosti koja se reflektovala od ogledala. Uplašio se da bi mogao biti opasno blizu drugog aviona, Arnold je pretrazio nebo oko sebe, ali sve što je mogao da vidi je avion DC-4 sa njegove leve strane, udaljen oko 24km.
Oko 30 sekundi nakon što je video prvi bljesak, Arnold je video niz bljeskova u daljini s njegove leve strane, severno od planine Rejnir. Ti bljeskovi su tada bili približno 40km udaljeni. Mislio je da bi to mogli biti odrazi na prozorima njegovog aviona, ali nekoliko brzih testova (ljuljanje aviona s jedne na drugu stranu, skidanje naočara, spuštanje prozora...) je isključilo ovu ideju. Odrazi su dolazili od letećih objekata. Zbog formacije u kojoj su se kretali, Arnold je pomislio da je to zapravo jato gusaka, ali je zbog nadmorske visine, veličine i brzine kretanja brzo odbacio ovu mogućnost. Tada je pomislio da bi to mogao biti novi tip aviona, ali oblik nije odgovarao klasičnim letelicama.
Objekti su se brzo približili planini Rejnir, povremeno blješteći, dok su se vrtoglavo okretali. Arnold je pričao kako ih je mogao videti na bočno, kada su bili tanki i ravni, praktično nevidljivi. Prema Džeromu Klarku, Arnold ih je opisao kao niz objekata konveksnih oblika, iako je kasnije otkrio da se jedan objekat razlikuje po obliku polumeseca. Nekoliko godina kasnije, Arnold je izjavio da je uporedio njihovo kretanje sa tanjirima koji su plutali na vodi, bez poređenja njihovih oblika sa tanjirima, ali njegovi raniji citati zaista porede njihove oblike sa oblicima poput "tanjira", "diska", "tiganja" ili "polumeseca". U jednom trenutku, Arnold je rekao da su leteli iza jednog od vrhova planine Rejnir i nakratko nestali.
Znajući svoju udaljenost od vrha iza kojeg su nestali i pretpostavljajući njihovu udaljenost od tog istog vrha (ukupno 37km), u odnosu na avion DC-4, Arnold procenjuje njihovu veličinu. Pretpostavio je da su nešto kraći od DC-4 i širine od oko 18m. Arnold je takođe rekao da je shvatio da bi objekti morali biti prilično veliki da bi se videle bilo kakve pojedinosti na toj udaljenosti, a kasnije, nakon upoređivanja beleški sa ekipom Junajted Erlajnsa, koja je imala slično viđenje 10 dana kasnije (vidi dole), pretpostavio je da su bili veći od aviona DC-4 (veći od 30m dužine). Analitičari vojnog vazduhoplovstva kasnije su procenili veličinu do 85m, na osnovu analize ljudske [Oštrina vida|vizuelne oštrine] i drugih detalja posmatranja (kao što je procenjena udaljenost).
Arnold je rekao da su objekti bili grupisani, kao što je Ted Bločer  (engl. Ted Bloecher) piše, "u raširenoj dijagonali, čija je dužina kasnije izračunata na 8km". Iako se kretao po horizontalnoj ravni, Arnold je rekao da su objekti talasali sa strane na stranu ("kao rep kineskog zmaja", kako je kasnije izjavio), stremeći kroz doline i oko manjih planinskih vrhova. Povremeno bi se okretali ili obrušavali dok su manevrisali, izazivajući skoro zaslepljujuće bljeske svetlosti. Susret mu je odavao "jeziv osećaj", ali je Arnold sumnjao da je video probne letove novog vojnog aviona SAD-a.
Dok su objekti prelazili planinu Rejnir, Arnold je okrenuo svoj avion ka jugu, kako bi bio paralelan sa kretanjem NLO-a. U tom trenutku otvorio je prozor i počeo da posmatra objekte bez ikakvih prepreka koje bi mogle proizvesti refleksije. Predmeti nisu nestali i nastavili su da se kreću velikom brzinom prema jugu. Počeo je da procenjuje njihovu brzinu: rekao je da su se pomerili od planine Rejnir do planine Adams, gde su nestali iz vida. Prešli su udaljenost od 80km za minut i četrdeset dve sekunde, prema satu na njegovoj instrument tabli. Kada je kasnije imao vremena da izvrši proračun, konačna brzina je iznosila 2.700 km po času. To je bilo oko tri puta brže od bilo kog aviona sa ljudskom posadom 1947. godine. Ne znajući tačno razdaljinu na kojoj su objekti nestali iz vida, Arnold je proizvoljno procenio da su se kretali brzinom od 1.900 km po času, što je opet brže od bilo koje poznate letelice, koje idalje nisu probile zvučni zid. supersonična brzina kao i neobičan opis tanjira ili diska su privukli pažnju šire javnosti.

### Arnold deli priču
Arnold je sleteo u Jakimu oko 16:00 i brzo je rekao prijatelju i generalnom direktoru aerodroma Al Baksteru (engl. Al Baxter) neverovatnu priču, i ubrzo je celo osoblje aerodroma znalo za Arnoldove doživljaje. Razgovarao je sa osobljem i kasnije je napisao da mu Bakster nije verovao.
Arnold je odletio na aeromiting u [[Pendlton (Oregon)|Pendlton], ne znajući da je neko iz Jakime javio da je Arnold video neke čudne letelice. U to vreme Arnold je proučavao svoje mape, određivao udaljenost između planine Rejnir i planine Adams, i izračunao je zapanjujuću brzinu. Rekao je brojnim prijateljima pilotima i napisao u svom izveštaju da se niko nije rugao niti smejao njegovoj priči. Umesto toga, predložili su da je možda video vođene rakete ili nešto novo, iako je Arnold smatrao da je ovo objašnjenje neadekvatno. Takođe je napisao da su mu neki bivši vojni piloti rekli da su bili obavešteni pre nego što su otišli u borbu "da bi mogli da vide predmete sličnog oblika i dizajna kao što sam opisao i uverili me da nisam sanjao niti da sam lud". (Pogledajte Fu fajter.)
Arnolda nisu intervjuisali novinari do sutrašnjeg dana (25. juna) kada je otišao u kancelariju  Istočni Oregon  u Pendlton. Bilo koji skepticizam koji su novinari mogli imati je ispario kad su počeli da intervjuišu Arnolda; kao što istoričar Majk Deš (engl. Mike Dash) zabeležava: 
Arnold je imao izgled pouzdanog svedoka. Bio je poštovani biznismen i iskusan pilot ... i činilo se da ne preteruje u onome što priča da je video, niti dodaje senzacionalne detalje svom izveštaju. Takođe je ostavio utisak da je pažljiv posmatrač ... Ovi detalji impresionirali su novinare koji su ga intervjuisali i koji su okredibilisali njegov izveštaj.
Arnold će se uskoro žaliti na uticaj publiciteta na njegov život. 27. juna je rekao: "Nisam imao trenutak mira otkako sam prvi put ispričao priču." Zatim je rekao da ga je jedan sveštenik pozvao i rekao mu da su objekti koje je video "znaci sudnjeg dana" i da je sveštenik počeo da sprema svoju zajednicu "za kraj sveta". Takođe, jedna žena u kafeu u Pendltonu ga je primetila i izjurila vrišteći: "Eno čoveka koji je video ljude sa Marsa." Istrčala je "jecajući da će morati nešto učiniti da spase decu", izveštava Arnold.
Zatim je dodao: "Cela ova stvar je izmakla kontroli. Želim da razgovaram sa FBI-em. Pola ljudi me gleda kao kombinaciju Ajnštajna, Fleš Gordona i ludaka. Pitam se šta moja žena u Ajdahu misli."

### Arnold govori o mogućem vanzemaljskom poreklu
Dana 7. jula 1947. godine izašle su dve priče u kojima je Arnold ponovo pokrenuo temu mogućih vanzemaljskih korena, kao njegovo mišljenje i kao mišljenje onih koji su mu pisali. U saopštenju AP novina, Arnold izjavljuje da je primio mnogo pisama obožavaatelja željnih da mu pomognu oko rešavanja misterije, a da ga niko nije nazvao "ludakom". Kao i prethodni propovednik sudnjeg dana o kojem je Arnold govorio, mnogi pisci su postavili religiozni motiv njegovog viđenja. Ali drugi, rekao je, "sugerisali su da su diskovi zapravo posete sa druge planete." Arnold je dodao da je kupio filmsku kameru, koju će sada nositi sa sobom na svaki let, nadajući se da će imati i fotografski dokaz onoga šta je video. 
U drugoj priči, Arnolda je intervjuisao Čikago Tajms:
"... Kenet Luis Arnold ... nije siguran da su čudne naprave napravljene na ovoj planeti. Arnold ... je rekao da se nada da su uređaji zaista rad američke vojske, ali nam je javio telefonskim razgovorom: 'Ako naša vlada zna nešto o ovim uređajima, ljudima treba odmah reći. Mnogi ljudi su jako uznemireni. Neki misle da su ove stvari možda sa druge planete. Mislim da bi bilo pogrešno uništiti neku od njih - čak i ako se to može uraditi. Njihova velika brzina bi ih potpuno uništila ... '
"Arnold, ukazujući na mogućnost da ti diskovi budu iz drugog sveta, rekao je da bez obzira na njihovo poreklo, očigledno su imali odredište. Ko god ih je kontrolisao, rekao je, očigledno nije pokušavao da povredi ikoga... Rekao je da se diskovi okreću tako naglo da bi bilo nemoguće da ljudski piloti unutra prežive pritisak, tako da i on misli da su kontrolisani od strane nekoga, bez obzira da li je to sa Marsa, Venere, ili naše planeta. "
U saopštenju Asošijeted presa 19. jula, Arnold je ponovio svoje uverenje da ako nije vojska, onda su vanzemaljci:
- Diskovi nisu iz stranih država.
- Vojska bi mogla dati odgovor ako bi hteli - a ako sada nemaju objašnjenje, sigurno bi mogli učiniti nešto da saznaju nešto više.
- Ako vojska nema nikakvo objašnjenje, diskovi moraju biti - "i znam da ovo zvuči ludo" - sa druge planete.[14]

Arnold je dao slične izjave kada ga je intervjuisao novinar Edvard R. Murov (engl. Edward R. Murrow) 1950. godine. Vidi dole)
U aprilu 1949, u skeptičnom članku u Saturdej Ivning Posta pod naslovom "U šta možete da verujete o letećim tanjirima", Arnold je takođe citiran:
"Od prvih zapažanja i izvještaja o takozvanim "letećim diskovima" potrošio sam mnogo novca i vremena da temeljno istražim tu temu ... Uopšte nemam sumnje da su ti objekti letelice čudnog dizajna, i od materijala koji je nepoznat civilizaciji ove zemlje."
Arnold je sam vodio kampanju kako bi dokazao da je video nešto neobično tog dana na planini Rejnir ... Arnold je napisao druge članke za Fejt magazin - "Fantomska svetla iznad Nevade" i "Svemirski posetioci su ovde". U pismu, raspravljajući o ribarskom izveštaju o tome kako su ribari videli čudne purpurne sfere kako manevrešu iznad reke u Ontariju, Arnold je napisao: "Još jednom možemo biti sigurni da ove kanadske plavo-zeleno-ljubičaste sfere nisu meteori, niti su fragmenti komete ili Venera. Šta su onda oni? Svemirski brodovi sa drugog sveta? "
Neki smatraju da je Arnold rano nagnuo prema vanzemaljskoj hipotezi kako bi objasnio šta su on i drugi videli.

### Potvrda
Arnoldovo viđenje je delimično potvrđeno od strane istraživača po imenu Fred Džonson (engl. Fred Johnson) sa planine Adams, koji je napisao izveštaj za ARV da je video šest objekata 24. juna, otprilike u isto vreme kada i Arnold, koje je posmatrao kroz mali teleskop. Rekao je da su "okrugli" i suženi "oštri na glavi i ovalnog oblika." Takođe je primetio da su objekti naizgled poremetili njegov kompas. ARV je smatrao da je ovaj izveštaj verodostojan. Ironično, Džonsonov izveštaj je naveden kao prvi neobjašnjen NLO izveštaj u dosijeima Vazduhoplovnih snaga, dok je Arnoldov odbačen kao priviđanje ili fatamorgana, iako je Džonson verovatno opisivao nastavak istog događaja kao i Arnold.
Oregon žurnal iz Portlanda je 4. jula objavio da je primio pismo od L. G. Bernijera (engl. L. G. Bernier) iz Ričlanda (oko 180km istočno od planine Adams i 230km jugoistočno od planine Rejnir). Bernijer je napisao da je video tri čudna objekta iznad Ričlanda kako lete prema planini Rejnir oko pola sata pre Arnolda. Bernijer je mislio da su ta tri objekta deo veće formacije. Rekao je da putuju velikom brzinom: "Video sam da se P-38 naizgled pojavljuje na jednom horizontu, a onda je nestaje na suprotnom u veoma kratkom vremenu, ali ti diskovi su sigurno putovali brže od bilo kojeg P-38. [Maksimalna brzina P-38 je oko 710km na sat.] Nema sumnje da ih je gospodin Arnold video nekoliko minuta ili sekundi kasnije, u skladu sa njihovom brzinom." Prethodnog dana, Bernijer je takođe razgovarao sa lokalnim novinama, "Vilidžer" u Ričlandu u Vašingtonu, i bio je među prvim svedocima koji su ukazivali na vanzemaljsko poreklo: "Verujem da su to možda posetioci sa druge planete."
Oko 97km severozapadno od Ričlanda u Jakimi, žena po imenu Itel Vilhaus (engl. Ethel Vheelhouse) je takođe prijavila opažanje nekoliko letećih diskova koji se kreću ogromnim brzinama otprilike u isto vreme kada se desilo i Arnoldovo viđenje.
Kada je vojna obaveštajna služba počela da istražuje Arnoldovo viđenje početkom jula ( vidi dole), našli su još jednog svedoka iz tog područja. Član šumarske službe države Vašington, koji je bio na straži na tornju oko 32km južno od Jakime, javio je da je video "bljeske" u 15:00. 24-og preko planine Rejnir (u isto vreme kada se desilo i Arnoldovo viđenje), i izgledalo mu je kao da se kreću pravom linijom. Slično tome, u 15:00, Sidni B. Galadžer (engl. Sidney B. Gallagher) u državi Vašington (tačna pozicija nije utvrđena) je izvestila da je videla devet sjajnih diskova na severu.
Novine u Sijetlu takođe spominju ženu u blizini Tacome koja je rekla da je videla formaciju od devet svetlih objekata koji lete velikom brzinom u blizini planine Rejnir. Nažalost, ova kratka vest nije bila precizna u pogledu vremena ili datuma, ali je naznačila da je to bilo približno istog datuma kao i Arnoldovo viđenje.
Međutim, pilot DC-4 aviona nekih 10 do 24km severno od Arnolda na putu za Sijetl je prijavio da nije video ništa neobično. (Ovo je bio isti DC-4 koji je video Arnold i koji je koristio za poređenje veličine.) Mnoge novine u oblasti Sijetla su takođe prijavile i druga viđenja blještećih, brzo krećućih nepoznatih objekata istog dana, ali ne u isto vreme, kao Arnoldovo viđenje. Većina tih viđenja je bila u Sijetlu ili zapadno od Sijetla, u gradu Bremerton, ili tog jutra ili noću. Sve u svemu, bilo je najmanje 16 drugih prijavljenih NLO viđenja istog dana kada je Arnold prijavio slučaj, u oblasti države Vašington. map Архивирано на веб-сајту  (30. септембар 2019)table of Washington state sightings Архивирано на веб-сајту  (30. септембар 2019)

### Prijavljivanja se nastavljaju
Glavno potkrepljujuće viđenje se desilo deset dana kasnije (4. jula), kada je ekipa Junajted erlajnsa, koja je letela preko Ajdaha na putu za Sijetl, takodje uočila pet do devet objekata nalik disku koji su pratili njihov avion 10 do 15 minuta pre nego što su iznenada nestali.  Sledećeg dana u Sijetlu, Arnold se sastao sa pilotom, kapetanom Emilom J. Smitom (engl. -{Emil J. Smith}), i kopilotom i uporedio detalje posmatranja. Glavna razlika u formi bila je u tome što je ekipa Junajteda mislila da su objekti na "vrhu" bili "grubi". Ovo je bilo jedno od retkih viđenja za koje je Arnold smatrao pouzdanim, a za većinu ostalih je mislio da je javnost videla druge stvari i dopustila da njihova mašta podivlja. Arnold i kapetan Smit su postali prijatelji i 12. jula su se ponovo sastali sa obaveštajnim oficirima vojnih vazduhoplovnih snaga Sjedinjenih Američkih Država i podneli izveštaje, a zatim se ponovo udružili krajem jula u istraživanju čudnog incidenta Mauri ostrva. 
Slično opažanje osam objekata se desilo iznad Talse 12. jula 1947. U ovom slučaju, fotografija je snimljena i objavljena u dnevnim novinama iz Tulse sledećeg dana (slika desno). Fotograf, Enlo Gilmor (engl. Enlo Gilmore) je mislio da vojska ima tajnu flotu aviona. Bio je oficir u ratnoj mornarici tokom rata, i koristeći informacije od drugih svedoka, takođe veterana, izveo je triangulaciju i došao do procene brzine od 2,700km po času, koja je u suštini ista kao i Arnoldova. Jedan od objekata, rekao je, izgleda kao da ima rupu u sredini.
Dve ili tri fotografije sličnog, usamljenog objekta, fotografisane od strane Vilijama Rodsa (engl. Villiam Rhodes) iznad Feniksa 7. jula 1947. i pojavio se u lokalnim Feniks novinama, kao i u nekim drugim novinama. Objekat je bio zaobljen napred. Ove fotografije takođe pokazuju na nešto što nalikuje na rupu u sredini, mada je Rods mislio da je to bila kupola. Rodsovi negativi i otisci su kasnije konfiskovani od strane FBI-a i vojske. Međutim, fotografije se pojavljuju u kasnijim izveštajima vazduhoplovnih snaga.
Arnoldu su ubrzo pokazane Rodsove fotografije kada se sastao sa dva pripadnika obaveštajne službe američkog ratnog vazduhoplovstva. On je prokomentarisao: "To je bio disk gotovo identičan onom jedinstvenom letećem tanjiru koji me je brinuo još od mog opažanja - onaj objekat koji je izgledalo drugačije od ostalih i koji nikada nisam nikome spomenuo." Kao rezultat toga, Arnold je smatrao da su Rodsove fotografije autentične.

## Publicitet i poreklo termina "leteći tanjir"
Prvi novinari koji su intervjuisali Arnolda bili su Nolan Skif i Bil Beket (engl. Nolan Skiff i Bill Bequette) iz časopisa Južni Oregonijum u Pendltonu 25. juna, a prva priča o Arnoldovom viđenju, koju je napisao Beket, pojavila se u novinama istog dana.

### Pojam se pojavljuje
Počevši od 26. juna i 27. juna, novine su počele da koriste izraze "leteći tanjir" i "leteći disk" (ili "disk") da bi opisali viđene objekte. Arnoldovom viđenju se pripisuje da je dovelo do ovih popularnih izraza. Stvarno poreklo termina je donekle kontroverzno i komplikovano. Džerom Klark navodi studiju iz 1970. koju je napisao Herbert Strenc (engl. Herbert Strentz), koji je pregledao američke novinske izveštaje o viđenju Arnoldovih NLO-a, i zaključio da je taj termin uveden verovatno zbog urednika ili glavnog pisca: telo ranih Arnoldovih vesti nije koristilo termin "leteći tanjir" ili "leteći disk." Međutim, ranije priče su, u stvari, prepisale Arnoldu izraze kao što su "tanjir", "disk" i "tiganj" u opisu oblika.

### Izjava za vojsku
U pismenoj izjavi obaveštajnim službama vojnih vazduhoplovnih snaga narednog dana (12. jula), Arnold je nekoliko puta spominjao objekte kao "tanjire". Na kraju izveštaja je nacrtao sliku kako izgledaju objekti. Napisao je: "Njihova debljina je bila oko 1/20 njihove širine." Što se tiče kretanja, Arnold je napisao: "Leteli su kao što guske lete u dijagonalnoj liniji, kao da su međusobno povezane." Takođe je govorio o tome kako bi se "rotirali i bljeskali na suncu". tekst pisanog izveštaja
Neki primećuju da predmet na crtežu ima neobičnu sličnost sa nemačkim dizajnom iz Drugog svetskog rata, Horten Ho 229, ponekad dalje tvrdeći da je uhvaćena nemačka tehnologija koja je i dalje u fazi testiranja. Međutim, ne postoji nikakav istorijski dokaz koji bi podržao ovo tvrđenje.

## Široko rasprostranjeni NLO izveštaji posle Arnoldovog viđenja
U nedeljama koje su usledile posle Arnoldove priče iz juna 1947. godine, najmanje nekoliko stotina prijava o sličnim viđenjima dolazilo je iz SAD-a, a i širom sveta - od kojih je većina opisivala objekte u obliku tanjira.
Bločer je sakupio izveštaje o 853 viđenja letećih diskova koji su te godine prijavljeni u 140 Kanadskih novina, Vašingtona, kao i ostalih američkih država. Neke od tih priča bile su loše dokumentovane ili fragmentovane, ali Bločer je tvrdio da postoji oko 250 detaljnijih izvještaja (poput onih koje su napravili piloti, više očevidaca, ili koji su podržani fotografijama).
Dodajući intrigu Arnoldovoj priči, američka vojska je izjavila da nije imala avione na području planine Rejnir u vreme kada je Arnold prijavio viđenje.

## Vojna istraga Arnoldove priče
Prva istraga Arnoldovih tvrdnji došla je od poručnika Frenka Brauna (engl. Frank Brown i kapetana Vilijama Dejvidsona (engl. Villiam Davidson) iz Hamilton vazdušne baze u Kaliforniji, koji su obavili razgovor sa Arnoldom 12. jula. Što se tiče pouzdanosti Arnoldovog viđenja, zaključili su:
"Sadašnje mišljenje je da je gospodin Arnold zapravo video ono što je izjavio da je video. Teško je poverovati da bi čovek njegovog karaktera i vidljivog integriteta izjavio da je video objekte i napisao izveštaj u meri u kojoj je to učinio ako ih nije video."
Uprkos tome, zvanični javni zaključak je bio da je Arnold video iluziju.
Pored toga, obaveštajna služba američkog ratnog vazduhoplovstva, uz pomoć FBI-a, potajno je započela istragu uzimajući u vid samo najbolja viđenja, uglavnom od strane pilota i vojnog osoblja. Arnoldovo viđenje, kao i posade Junajted erlajna, bili su uključeni u listu najboljih viđenja. Tri sedmice kasnije došli su do zaključka da izveštaji nisu bili izmišljeni ili adekvatno objašnjeni pomoću prirodnih fenomena; nešto stvarno je letelo unaokolo. To je postavilo temelje za još jednu procenu obaveštajnih podataka u septembru 1947. godine od strane generala Nejtana Tvininga (engl. Nathan Twining), zapovednika Vazdušnih snaga SAD-a, koji je takođe zaključio da su tanjiri stvarni i pozvao je na formalnu istragu od strane više državnih agencija. To je rezultiralo formiranjem projekta "Znak" krajem 1947. godine, prvom javno priznatom istragom NLO-a. Projekat "Znak" je konačno evoluirao u projekat "Gunđanje", a zatim i u poznatiji projekat "Plava knjiga".
Osoblje projekta "Znak" (1947–1949) takođe je kasnije proučavalo Arnoldovu priču. Prema rečima majora Edvarda J. Rupelta (engl. Edward J. Ruppelt):
Otkrio sam da je bilo mnogo spekulacija o ovom izveštaju [među osobljem koje je bilo uuključeno u projekat "Znak"]. Jedna strana je rekla da je Arnold video obične, svakodnevne avione koji su leteli u formaciji ... Druga strana nije uopšte obraćala pažnju na ovu ideju.
Postojala je stara teorija da je možda Arnold video vetar kako raznosi sneg duž planinskih grebena, pa sam pitao istražitelje Vazduhoplovstva o tome. Dobio sam izrično "Nemoguće".

## Objašnjenja skeptika
Stjuart Kampbel (engl. Steuart Campbell) je rekao da su objekti koje je Arnold izneo mogli biti obmane nekoliko snežnih vrhova. Kampbelov proračun brzine objekata odredio je da putuju otprilike istom brzinom kao Arnoldov avion, ukazujući da su objekti u stvari stacionarni. Obmane su mogle biti uzrokovane temperaturnim inverzijama u nekoliko dubokih dolina koje suse nalazile u vidokrugu.
Filip J. Klas  (engl. Philip J. Klass) citirao je članak iz San Francisko Egzeminer tvrdeći da je Arnold možda pogrešno identifikovao meteor 24. juna 1947. godine.
Džejms Iston (engl. James Easton) bio je prvi od nekoliko skeptika koji sugerišu da je Arnold možda pogrešno identifikovao pelikane: ptice žive u regionu Vašingtona, prilično su velike (krila od preko 3m nisu neuobičajena), imaju bledu donju stranu koja može reflektovati svetlost, može leteti na prilično visokim nadmorskim visinama i može izgledati kao da ima polumesečasti profil dok leti.
Kao odgovor na skeptična objašnjenja, Brus Makabi (engl. Bruce Maccabee) kaže da bi teorija o meteorima zahtevala neverovatno male brzine i trajanje za sjajne meteore na horizontalnoj putanji.  On kaže da je nemoguće da ptica bude tako sjajna kao što je opisao Arnold, i da ptice - koje ne mogu letjeti brzo kao Arnoldov avion - neprekidno bi se pomerale unazad, ne prema napred, u odnosu na njegovu poziciju. 

## Ostala viđenja Keneta Arnolda i njegovo mišljenje
U intervjuu 1950. godine sa novinarom Edvardom R. Murovouom (engl. Edward R. Murrow), Arnold je prijavio da je video slične objekte u tri navrata, i rekao da su drugi piloti koji lete u severozapadnom SAD-u videli takve objekte čak osam puta. Piloti su u početku osećali dužnost da prijave objekte uprkos ismevanju, rekao je, jer su mislili da američka vlada ne zna šta su. Arnold nije tvrdio da su objekti bili vanzemaljske letelice, iako je rekao: "Kao rođen Amerikanac, ako nije napravljeno pomoću naše nauke ili od strane naših vojnih vazdušnih snaga, sklon sam da verujem da je vanzemaljsko poreklo." Zatim je dodao da misli da bi svi trebali biti zabrinuti, ali "ne mislim da bi ljudi trebali da histerišu."
Prvi broj Fejt magazina (1948) sadrži Arnoldov članak "Istina o letećim tanjirima". Godine 1952. opisao je svoja iskustva u knjizi "Dolazak tanjira", koju su on i prijatelj izdavač Rejmond A. Palmer (engl. Raymond A. Palmer) objavili.

## Ljudskom rukom stvoreni fenomeni koji se obično pogrešno tumače
- Baloni (meteorološki ili putnički).
- Vojni avioni
- Treperava svetla aviona koji sleću
- Nekonvencionalni avioni ili napredna tehnologija (npr. SR-71 Blackbird ili V-2 Nevidljivi bombarder)
- Reklamni avioni
- Veštački zemljini sateliti
- Letelice poput helikoptera
- Jedrilice
- Rakete i lansiranje raketa
- Zmajevi
- Modelarski avioni
- Vatrometi
- Laserski snopovi usmereni ka oblacima
- Svetla za noćnu pretragu
- Namerne obmane
- Tablete za instant vatru

## Prirodni objekti koji se često pogrešno tumače
- Mesec, zvezde i planete (npr. planeta Venera)
- Neobična meteorološka stanja (lentikularno (u obliku sočiva) formiranje oblaka, oblaci koji svetle noći, efekti duge i kristali leda na velikim visinama)
- Komete
- Meteorska kiša
- Bliski ili ogromni meteori
- Jato ptica
- Rojevi insekata u preletu
- Reflekcija atmosferskih inverzionih slojeva
- Vreo jonizovan gas
- Svetla iz Zemlje (svetlosna električna dešavanja koja potiču od zemljotresa i tektonsko-geoloških fenomena)
- Kugličasta munja
- Atmosferski inverzioni slojevi
- Reflektovana svetlost (naročito kroz pukotine u oblacima)
- Polarna svetlost (Aurora borealis)

## Popularna objašnjenja za NLO
U zavisnosti od toga ko vrši procenu, između 3% i 30% svih slučajeva ostaje neobjašnjeno. Ovo su neke od najpopularnijih hipoteza za objašnjenje NLO-a:
- Hipoteza o vanzemaljcima
- Paranormalna i okultna hipoteza
- Međudimenzionalna hipoteza
- Psihosocijalna hipoteza
- Hipoteza o prirodnom objašnjenju, npr., Kugličaste munje
- Hipoteza o svetlima iz Zemlje / tektonskim poremećajima
- Hipoteza o ljudskom rukom stvorenim letelicama (vidi vojni leteći tanjiri)
- Hipoteza o nacističkim i sovjetskim tajnim oružjem
- Više od jednog objašnjenja – različite kombinacije ovih prethodnih

NLO entuzijasti koji tvrde i iznose pretpostavke o vanzemaljskim letelicama direktno protivreče principu Okamove britve.

## Spoljašnje veze
- Jedinstvena avantura g. Keneta Arnolda
- Pozitivno istinita priča Keneta Arnolda prvi deo
- Izvan ovog sveta: 60 godina letećih tanjira, Najdžel Votson
- Najkompletnija analiza Arnoldovog viđenja na internetu
- Rešavanje Arnoldovog slučaja prvi deo
- Rešavanje Arnoldovog slučaja drugi deo
- Telefonski razgovor sa Arnoldom
- Neki raniji artikli o Arnoldovom viđenje
- FBI dokumenti - NLO
- Projekat "Twining" Sept. 23, 1947
- CIA dokumenti - NLO-u Архивирано на веб-сајту  (1. октобар 2019)